# Усть-Югуз
Усть-Югуз (баш. Усть-Үгеҙ) — деревня в Дуванском районе Республики Башкортостан Российской Федерации. Входит в состав Заимкинского сельсовета.

## География

### Географическое положение
Расстояние до:
- районного центра (Месягутово): 105 км,
- центра сельсовета (Заимка): 10 км,
- ближайшей ж/д станции (Сулея): 180 км.

Находится на левом берегу реки Ай в устье реки Югуз.

## Население
| 2002 | 2010 |
| ---- | ---- |
| 104  | ↘86  |